# 小行星8168
小行星8168（英語：8168 Rogerbourke）是一颗围绕太阳公转的小行星。1991年3月18日，埃莉諾·赫琳在帕洛马山发现了此天体。
这颗小行星的绝对星等为270.38882等。